# 34156 Gopalakrishnan
34156 Gopalakrishnan è un asteroide della fascia principale. Scoperto nel 2000, presenta un'orbita caratterizzata da un semiasse maggiore pari a 2,3634604 au e da un'eccentricità di 0,1402554, inclinata di 4,68450° rispetto all'eclittica.